# Nicodemo Del Vasto
Nicodemo Del Vasto (Gildone, 29 dicembre 1875 – Roma, 1º febbraio 1940) è stato un magistrato e politico italiano.

## Biografia
In magistratura dal 1899 al 1931, sostituì a Roma il procuratore generale Guglielmo Tancredi nel corso dell'istruttoria per il delitto di Giacomo Matteotti: pur essendo il cognato di un alto esponente del Partito Nazionale Fascista quale Roberto Farinacci - che nello stesso tempo aveva preso le difese di Amerigo Dumini - non si astenne dal procedimento, ma firmò la richiesta di rinvio a giudizio che degradava il delitto a semplice omicidio preterintenzionale.
La manovra portò al processo di Chieti: il più flessibile Nicodemo Del Vasto ebbe più fortuna dei magistrati che lo avevano preceduto nella gestione dell'inchiesta, fino a raggiungere il seggio senatoriale.

## Opere
- Il processo Matteotti : testo della requisitoria del P.M. Del Signore, 1946, SBN LO10619902.
- I delitti contro la folla Remo Sandron, 1907, SBN UBO0295947.